# Кавуму (аэропорт)
Международный аэропорт Кавуму (фр. Aéroport de Kavumu) (ИАТА: BKY, ИКАО: FZMA) — расположен в 25 км к северу от города Букаву, провинция Южное Киву, на западе Демократической Республики Конго.

## Аварии и инциденты
1 сентября 2008 года, самолет Beechcraft 1900 C-1 с регистрационным номером ZS-OLD, эксплуатируемый CEM Air для благотворительной организации Air Serv International, находился в 15  км на подходе к Букаву, когда он врезался в крутой хребет горы Кахузи на высоте более 3000 метров. Все находившиеся на борту 15 пассажиров и 2 члена экипажа погибли.